# Gulāothi
Gulāothi är en ort i Indien.   Den ligger i distriktet Bulandshahr och delstaten Uttar Pradesh, i den norra delen av landet, 60 km öster om huvudstaden New Delhi. Gulāothi ligger 211 meter över havet och antalet invånare är 46 647.
Terrängen runt Gulāothi är mycket platt. Runt Gulāothi är det mycket tätbefolkat, med 1 266 invånare per kvadratkilometer. Närmaste större samhälle är Hapur, 15,6 km norr om Gulāothi. Trakten runt Gulāothi består till största delen av jordbruksmark.